# 박만영
박만영(1972년 1월 15일~)은 대한민국의 남자 성우이다. 2000년 봄 투니버스 4기 공채 성우로 데뷔했다.

## 출연 작품
굵은 글씨는 메인 캐릭터.

### TV 애니메이션
- GO! GO! 다섯쌍둥이(투니버스) - 할아버지 / 교장선생님
- 건퍼레이드 오케스트라(애니맥스) - 시바무라 에이리
- 요괴인간 타요마 3기:공존의 시작 (투니버스) - 만리장벽
- 요괴인간 타요마 5기(투니버스) - 만리장벽
- 고쿠센(투니버스) - 아사쿠라 테츠
- 그 남자 그 여자(투니버스) - 지성준 아버지
- 나루토(투니버스) - 사루토비 아스마
- 나루토 질풍전(투니버스) - 사루토비 아스마
- 더 파이팅(투니버스) - 제이슨 오즈마
- 데스노트(챔프), (애니원) - 스테판 제반니
- 델토라 퀘스트(애니맥스) - 쟈드
- 드래건 드라이브(투니버스) - 록카쿠
- 레이브(투니버스) - 겜마
- 명탐정 코난 (투니버스, 애니맥스) - 조시훈, 송승진, 김순경
- 블리치(투니버스) - 쿠로츠치 마유리
- 신의 괴도 잔느(투니버스) - 예리 아버지 / 하형사
- 배틀짱(투니버스) - 타이라
- 울트라 매니악(퀴니) - 교장 선생님
- 카레이도 스타(투니버스) - 제리
- 펌프킨 시저스(애니맥스) - 란델 오란드
- 신비한 별의 쌍둥이 공주(투니버스) - 로만
- 신비한 별의 쌍둥이 공주 꼬옥!(투니버스) - 교감
- 학교괴담(투니버스) - 피아노 귀신, 택시 기사
- 우리는 명탐정(MBC)
- 보글보글 스폰지밥 - 플랭크톤 사장, 래리, 해적선장
- 스타크래프트2 - 공허 포격기
- 호빵맨4(투니버스) - 해골맨, 돌솥밥맨
- 원피스극장판 스트롱월드 - 닥터 인디고
- 재난극복 프로젝트 생존의 법칙(채널뷰) - 해설, 케이드코틀리
- 메르헤븐(투니버스) - 포코
- 블랙잭(애니원) - 타카시 교수
- 요괴인간 타요마 4기(투니버스) - 만리장벽
- 스톰호크(EBS) - 모스, 칼러넬
- 제로의 사역마(애니맥스) - 마를리니
- 펌프킨 시저스(애니맥스) - 란델 올란드
- 지구로(애니맥스) - 하레이 선장
- 은혼(투니버스) - 간케마루
- 건퍼레이드 오케스트라-녹의장(애니맥스) - 시바무라 에이리
- 저스티스 리그(카툰 네트워크) - 캡틴마블
- 사무라이 참프루(투니버스) - 하코아 부
- 믿거나 말거나 시리즈 시즌1,2,3,4(XTM) - 해설, 딘케인
- 동물의 본능(내셔널지오그래픽) - 해설
- 곤충의 역습(내셔널지오그래픽) - 해설
- 최유기 리로디드건락(투니버스) - 이당
- 파이스토리-샤크베이트 극장판 - 매니, 어른퍼시, 펠리칸
- 무적 코털 보보보(투니버스) - 털밀래이져
- 드래건 드라이브(투니버스) - 록카쿠
- 풀 메탈 패닉 후못후(투니버스) - 효우도, 마론, 켄
- 레이브(투니버스) - 루가스70
- 이나중 탁구부(투니버스) - 코마그라
- 다이노 썬더(투니버스) - 보파, 드라고조드, 가가와, 오딘
- 신비아파트 고스트볼Z: 어둠의 퇴마사(투니버스) - 현혹귀
- 도깨비언덕에 왜 왔니?(투니버스) - 피노킹
- 날으는 돼지 마테오 극장판 - 새미, 맨지
- 쾌걸 근육맨 2세(투니버스) - 원로회장
- GTO(투니버스) - 화학선생, 비서
- 꽃보다 남자(투니버스) - 경호원, 사촌오빠
- 까르르토끼친구들(재능방송) - 우체부페르맹
- 엽기삼국지(XTM) - 해설, 재갈량, 조조
- 우당탕 닥터G(투니버스) - 체육선생 채역만
- 꼬마공주 유시(재능방송 - 건버드, 마괴대왕
- 체포하겠어(투니버스) - 가짜, 노인
- 떳다 방울이(투니버스) - 누리주인, 그램핀
- 행복한 세상의 족제비(투니버스) - 점장, 아빠족제비, 인과학
- 아즈망가 대왕(투니버스) - 점장, 삼촌
- 나의 파트라슈(투니버스) - 보우만
- 다다다(투니버스) - 교장선생님
- 합체용사 플러스터(재능TV) - 긴드래긴, 프로브
- 그린나이츠(KBS)
- 원더풀 데이즈 - 상황실 대원
- 은하의 일기(MBC)
- 마리와 강아지 이야기(투니버스) - 벼농사 아저씨
- DARKER THAN BLACK -흑의 계약자-(애니맥스) - 케네스, 히토츠바시
- 은반의 수호천사(애니맥스) - 우에다
- 빌리의 대모험(투니버스) - 콜버, 람낙
- 로봇전사 감마(투니버스)
- 스피릿 오브 원더 - 미스 차이나(투니버스)
- 사이버시티 오에도 808(투니버스) - 루트비히
- 천방지축 이나탁구부(투니버스) - 코마그라
- 오프사이드(스페이스툰) - 우정훈
- 스켓 댄스(투니버스) - 제이슨, 안내방송
- 택틱스(애니맥스) - 키요시
- 이트맨(투니버스) - 보스
- 이트맨 98(투니버스) - 촌장
- 황당용사 욜라세다(투니버스) - 은하연방경찰 장관
- 엑스 드라이버(투니버스) - 야타족2
- 무적왕 트라이제논(투니버스) - 간부1
- 날아라! 호빵맨(투니버스) - 악어
- 쾌걸 조로리(투니버스) - 남자4
- 무적코털 보보보(투니버스)
- 탐정학원 Q(투니버스) - 후사오
- 고스트 바둑왕(투니버스) - 기원 주인2
- 츠바사 크로니클(투니버스) - 식당 주인
- 달려라 이다텐(투니버스) - 죠
- 따끈따끈 베이커리(투니버스) - 돈킬 박사
- 몬스터(투니버스) - 오펜하이머 외과 과장
- 원피스 극장판 - 스트롱월드(투니버스) - 닥터 인디고
- 드래곤볼GT(투니버스) - 무치모치
- 조이드(투니버스) - Dr.D, 남자1, 포드, 로드, 조사대장, 부관, 사령관, 남자1, 알렉산더
- 멜티랜서(투니버스)
- 자이언트 로보(투니버스) - 일청, 피츠카랄도, 소칠
- 바이스 크로이츠(투니버스) - 페르샤, 남궁수일
- 은장기공 오디안(투니버스) - 베르드로
- 떴다! 방울이(투니버스)
- 피블의 모험4(MBC 무비스) - 편집장
- 건방진 천사(퀴니)
- 미소의 세상 스페셜(투니버스) - 라팡

### 외화
- 마지막 보이스카웃(SBS) - 빅 레이 월스턴(토니 롱고) / 흑인 폭력배(바자 드졸라)
- 스파이 키드 3D: 게임 오버(SBS) - 데블린(조지 클루니) / 가이(일라이저 우드) / 코테즈(대니 트레조)
- 아바타(영화)
- 아저씨 우리 결혼할까요?(SBS) - 신부(팀 파이크)
- 애딕티드 러브(SBS)
- 에주케이터(SBS)
- 프릭스(SBS) - 노만, 랜디
- 33분 탐정(투니버스) - 신관

### 게임
- 007 제임스 본드: 퀀텀 오브 솔러스(게임) - 용병 등
- 건담전기(GAME) - 필립 휴즈, 맥시밀리안 버거, 비슈 도나휴, 연방병
- 카오스 온라인(GAME) - 엘시드
- 에이지 오브 코난(GAME)
- 어스토니시아 스토리2(PSP) - 겔트
- 헤일로3(XBOX 360) - 마린8
- 킹덤 언더 파이어(GAME) - 켄달
- 에이지 오브 엠파이어3(GAME) - 프리드리히 대왕(독일 왕)
- 진삼국무쌍4(GAME) - 황개
- 사이퍼즈(GAME) - 가면의 아이작
- 능력자x(GAME) - 조커
- 도타2(GAME) - 디스럽터
- 리그 오브 레전드(GAME) - 자크, 헤카림
- 하스스톤(GAME) - 리노 잭슨

### 특촬물
- 가면라이더 드래건(투니버스) - 관리인, 교사3, 직원, 폭주족2, 오딘, 가가와
- 가면라이더 덴오(챔프), (애니원) - 킨타로스
- 가면라이더 디케이드(챔프) - 킨타로스

### 해설
- 젠장뉴스 시리즈(FX TV)
- 리얼리티쇼 오마이갓 시리즈(XTM)